# Trophée mondial de course en montagne 1990
Le Trophée mondial de course en montagne 1990 est une compétition de course en montagne qui s'est déroulée le 15 septembre 1990 à Telfes dans le Tyrol en Autriche. Il s'agit de la sixième édition de l'épreuve.

## Résultats
La course junior masculine se déroule sur un parcours de 7,88 km et 530 m de dénivelé. L'Autrichien Markus Kröll brille sur ses terres et remporte le titre. L'Anglais Gavin Bland effectue une solide course pour décrocher la médaille d'argent à dix secondes de l'Autrichien. L'Allemand Ulrich Steidl complète le podium.
La course féminine se déroule sur le même parcours que celui des juniors. L'Écossaise Beverley Redfern domine la course et s'impose avec une minute d'avance. La deuxième place voit une lutte serrée entre la Suissesse Eroica Spiess et l'Italienne Maria Cocchetti finalement à l'avantage de cette dernière. Avec Marie-Christine Ducret neuvième et Gaby Schütz dixième, la Suisse remporte le classement par équipes devant l'Italie et l'Écosse,.
Le parcours court masculin mesure 9,63 km pour 765 m de dénivelé. L'Italien Severino Bernardini impose son rythme soutenu dès le début, menant dans son sillage ses coéquipiers Fausto Bonzi et Lucio Fregona. Le trio monopolise le podium.
Le parcours long masculin mesure 14,3 km pour 1 550 m de dénivelé. Courant à domicile, l'Autrichien Florian Stern effectue une excellente course mais se fait tout de même doubler par l'Italien Costantino Bertolla qui s'envole en tête pour décrocher le titre. Florian parvient à se défendre face à Luigi Bortoluzzi pour remporter la médaille d'argent. Le champion en titre Jairo Correa connaît une légère méforme et se classe cinquième. Avec deux coureurs sur le podium et la septième place de Fabio Ciaponi, l'Italie parvient à remporter le classement par équipes pour un point devant l'Autriche. L'Allemagne de l'Ouest complète le podium,.

### Seniors

#### Courses individuelles
| Rang               | Athlète             | Pays     | Temps           |
| ------------------ | ------------------- | -------- | --------------- |
| Médaille d'or      | Costantino Bertolla | Italie   | 1 h 15 min 27 s |
| Médaille d'argent  | Florian Stern       | Autriche | 1 h 16 min 20 s |
| Médaille de bronze | Luigi Bortoluzzi    | Italie   | 1 h 16 min 27 s |
| 4                  | Peter Schatz        | Autriche | 1 h 16 min 33 s |
| 5                  | Jairo Correa        | Colombie | 1 h 16 min 55 s |
| 6                  | Hansjörg Randl      | Autriche | 1 h 17 min 26 s |
| 7                  | Fabio Ciaponi       | Italie   | 1 h 18 min 12 s |
| 8                  | Jean-Paul Payet     | France   | 1 h 18 min 15 s |

| Rang               | Athlète            | Pays       | Temps       |
| ------------------ | ------------------ | ---------- | ----------- |
| Médaille d'or      | Beverley Redfern   | Écosse     | 36 min 36 s |
| Médaille d'argent  | Maria Cocchetti    | Italie     | 37 min 35 s |
| Médaille de bronze | Eroica Spiess      | Suisse     | 37 min 54 s |
| 4                  | Rumyana Panovska   | Bulgarie   | 38 min 4 s  |
| 5                  | Sarah Rowell       | Angleterre | 38 min 15 s |
| 6                  | Isabelle Guillot   | France     | 38 min 24 s |
| 7                  | Elisabeth Rust     | Autriche   | 38 min 38 s |
| 8                  | Antonella Molinari | Italie     | 38 min 46 s |

#### Courses par équipes
| Rang               | Pays                                                                                                 | Points |
| ------------------ | --- | ------ |
| Médaille d'or      | Italie Costantino Bertolla (1er) Luigi Bortoluzzi (3e) Fabio Ciaponi (7e) Privato Pezzoli (17e)      | 11     |
| Médaille d'argent  | Autriche Florian Stern (2e) Peter Schatz (4e) Hansjörg Randl (6e) Karl Zisser (15e)                  | 12     |
| Médaille de bronze | Allemagne de l'Ouest Wolfgang Münzel (10e) Charly Doll (11e) Dirk Debertin (18e) Helmut Strobl (31e) | 39     |

| Rang               | Pays                                                                                               | Points |
| ------------------ | -------------------------------------------------------------------------------------------------- | ------ |
| Médaille d'or      | Suisse Eroica Spiess (3e) Marie-Christine Ducret (9e) Gaby Schütz (10e) Helen Eschler (14e)        | 22     |
| Médaille d'argent  | Italie Maria Cocchetti (2e) Antonella Molinari (8e) Guidina Dal Sasso (15e) Giuliana Savaris (20e) | 25     |
| Médaille de bronze | Écosse Beverley Redfern (1re) Patricia Calder (11e) Joyce Salvona (18e) Jane Robertson (33e)       | 30     |

### Court seniors hommes
| Rang               | Athlète             | Pays                 | Temps       |
| ------------------ | ------------------- | -------------------- | ----------- |
| Médaille d'or      | Severino Bernardini | Italie               | 41 min 56 s |
| Médaille d'argent  | Fausto Bonzi        | Italie               | 42 min 10 s |
| Médaille de bronze | Lucio Fregona       | Italie               | 42 min 26 s |
| 4                  | Dieter Ranftl       | Allemagne de l'Ouest | 43 min 12 s |
| 5                  | Bashir Hussain      | Angleterre           | 43 min 14 s |
| 6                  | Robin Bergstrand    | Angleterre           | 43 min 45 s |
| 7                  | Giovanni Ross       | Italie               | 43 min 54 s |
| 8                  | Michaïl Chramov     | Union soviétique     | 44 min 33 s |

### Juniors

#### Courses individuelles
| Rang               | Athlète       | Pays                 | Temps       |
| ------------------ | ------------- | -------------------- | ----------- |
| Médaille d'or      | Markus Kröll  | Autriche             | 33 min 40 s |
| Médaille d'argent  | Gavin Bland   | Angleterre           | 33 min 49 s |
| Médaille de bronze | Ulrich Steidl | Allemagne de l'Ouest | 33 min 55 s |

#### Courses par équipes
| Rang               | Pays | Points |
| ------------------ | --- | ------ |
| Médaille d'or      | Union soviétique Iouri Tchourakov (4e) Vladimir Golias (8e) Sergeï Bondarenko (12e) Vladimir Soloudtchik (14e) | 24     |
| Médaille d'argent  | Italie Danilo Bosio (5e) Simone Pagani (9e) Alfio Rovelli (13e) Filippo Marchese (26e)                         | 27     |
| Médaille de bronze | Angleterre Gavin Bland (2e) Mark Rice (6e) Gerard Cudahy (21e) William Styan (23e)                             | 29     |